# Hajdučka Republika Mijata Tomića
Cộng hòa Hajdučka Mijata Tomića là một vi quốc gia ở Bosnia và Herzegovina, trải rộng trên bảy hecta giữa hai ngọn núi Vran và Čvrsnica ở phía tây bắc của vùng Herzegovina.

## Tổng quan
Người sáng lập và lãnh đạo đầu tiên của nước này là chủ nhà nghỉ Vinko Vukoja – Lastvić. Nước cộng hòa được thành lập vào ngày 29 tháng 6 năm 2002, được đặt tên theo hajduk Mijat Tomić, người đã từng ẩn náu trong các hang động gần đó. Trụ sở của nước cộng hòa này là trong nhà nghỉ Hajdučke vrleti. Nó có 73 bộ.
Nước cộng hòa này có lãnh sự và cảng vụ riêng. Nó cũng có Hiến pháp, cờ, hộ chiếu, lãnh thổ và biên giới. Lãnh đạo của nước này cho rằng việc hình thành các đảng phái chính trị bị nghiêm cấm, cũng như bất kỳ hoạt động nào liên quan đến chính trị, vì nó "không tốt cho sức khỏe con người".

## Lịch sử
Các vấn đề bắt đầu xảy ra khi Vinko Vukoja muốn giải quyết một vấn đề liên quan đến mạng lưới cung cấp điện chính. Ông quyết định thành lập Cộng hòa Hajduk ở nơi được cho là "vùng đất vô chủ" vào năm 2002. Nước cộng hòa không có tham vọng ly khai hay bá quyền.
Do ảnh hưởng của dự án vi quốc gia này, nhà nghỉ tọa lạc tại đây đã trở thành một trong những địa điểm nổi tiếng nhất ở phía tây Herzegovina. Dự án này đã thu hút sự chú ý của giới truyền thông Bosnia, Croatia và Serbia, cũng như một số phương tiện truyền thông bên ngoài vùng Balkan.
Vào ngày 16 tháng 10 năm 2009 Tổng thống Vinko Vukoja qua đời trong một vụ tai nạn xe hơi và được con gái là Marija kế nhiệm.

## Tiền tệ
Đơn vị tiền tệ của Cộng hòa Hajduk là kubura.